# Apothicairerie de l'hôtel-Dieu de Bourg-en-Bresse
L'apothicairerie de l'hôtel-Dieu de Bourg-en-Bresse est l'ancienne pharmacie de l'ancien hôtel-Dieu datant du XVIIIe siècle, reconvertie en musée et située à Bourg-en-Bresse dans l'Ain. Tenue par des religieuses, elle a définitivement fermé en 1963.

## Le musée
Le musée compte trois salles de visite : l'apothicairerie, la réserve et la salle des préparations ,. La réserve présente une importante collection de pots de pharmacie en faïence; on recense plus de 1 000 pots, boîtes et verrines, pour la plupart encore emplis de leur contenu curatif originel. Dans l'officine, on peut voir des boiseries sculptées en chêne du XVIIe siècle .
L'apothicairerie de Bourg-en-Bresse est ainsi l'une des plus grandes de France. Elle dispose de l'une des rares salles des préparations parfaitement conservée et ouverte à la visite.
L'apothicairerie constitue une partie de l'hôtel-Dieu de Bourg-en-Bresse qui fait l'objet d'une inscription partielle au titre des Monuments historiques.

## Galerie

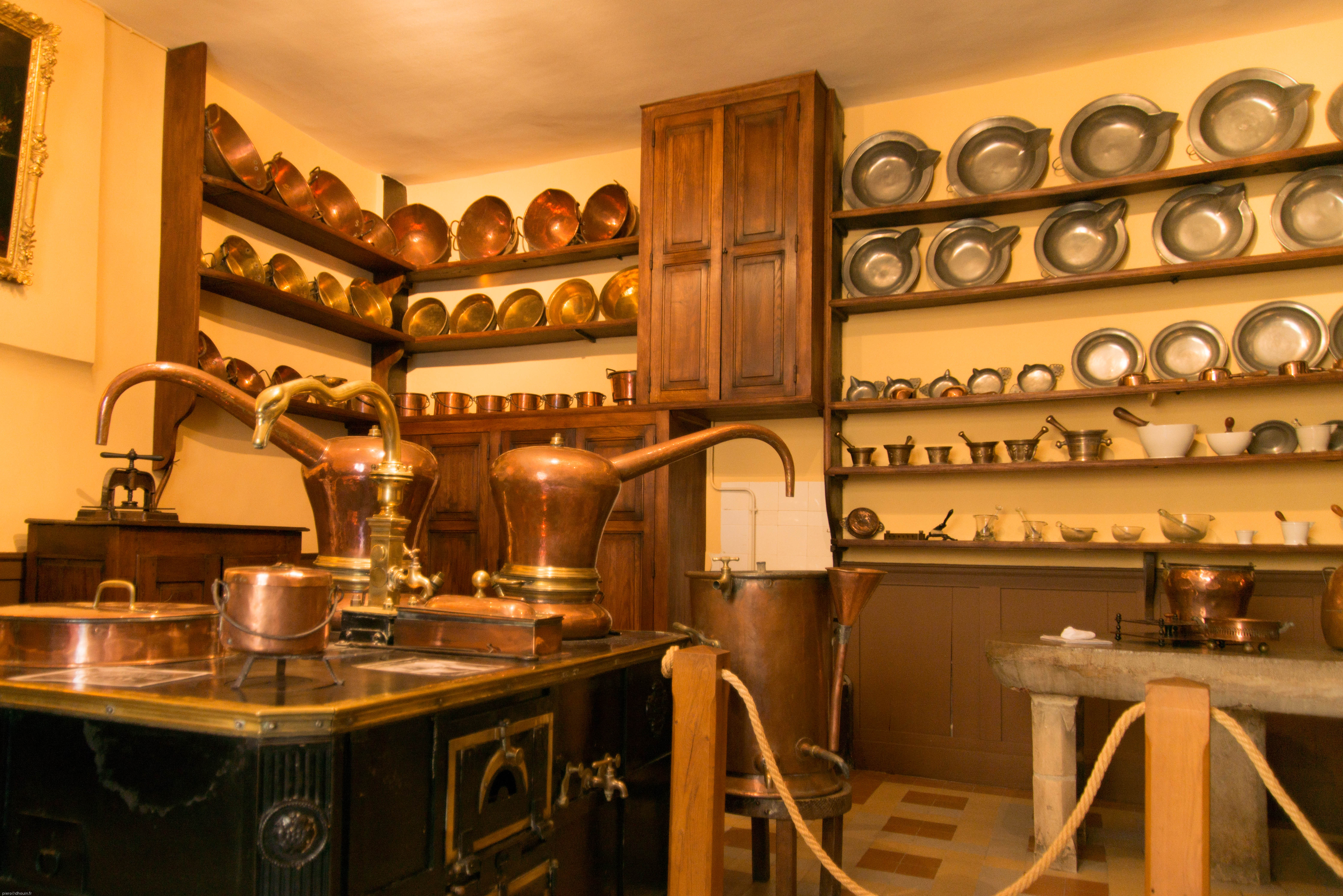
Laboratoire
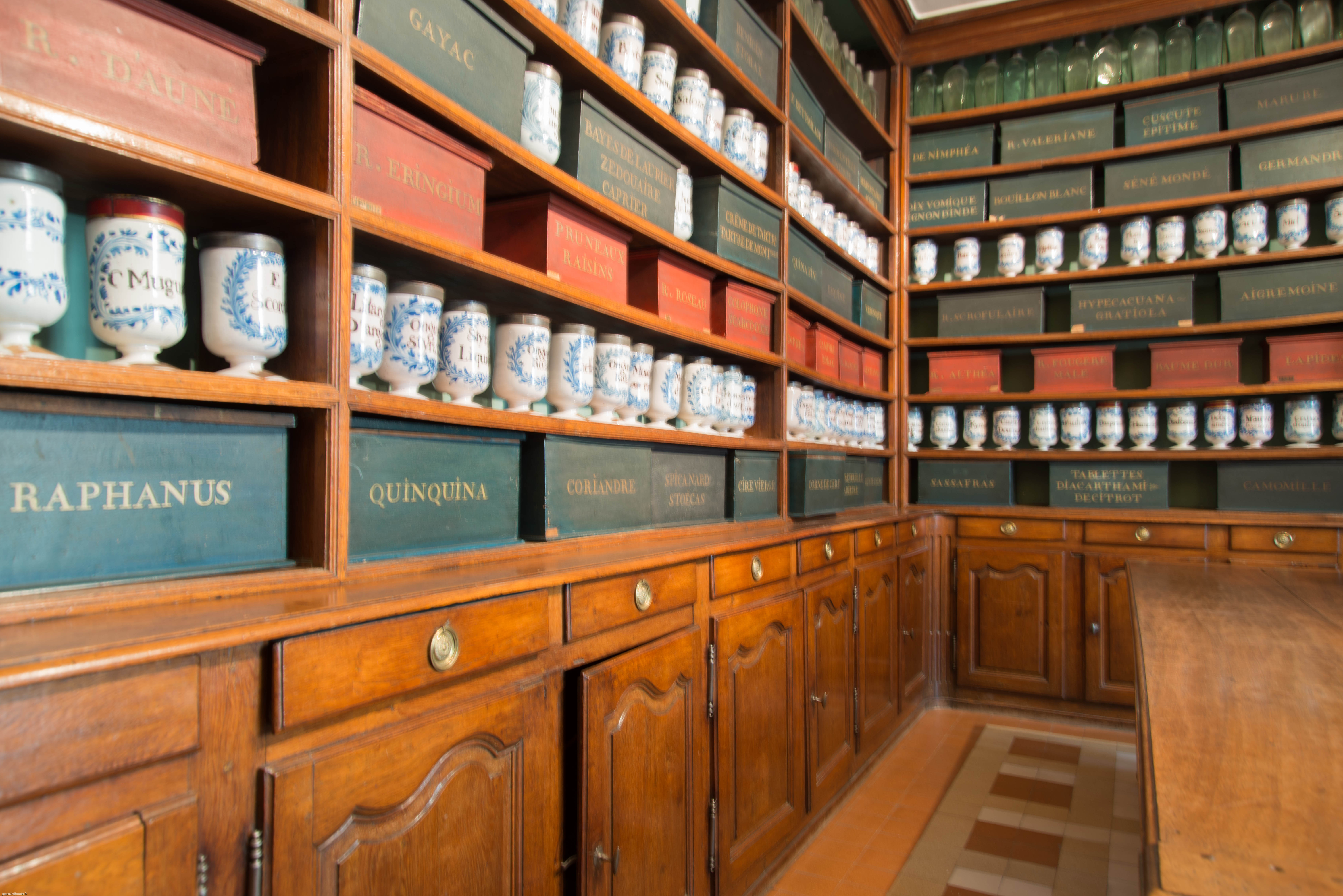
Arrière-boutique
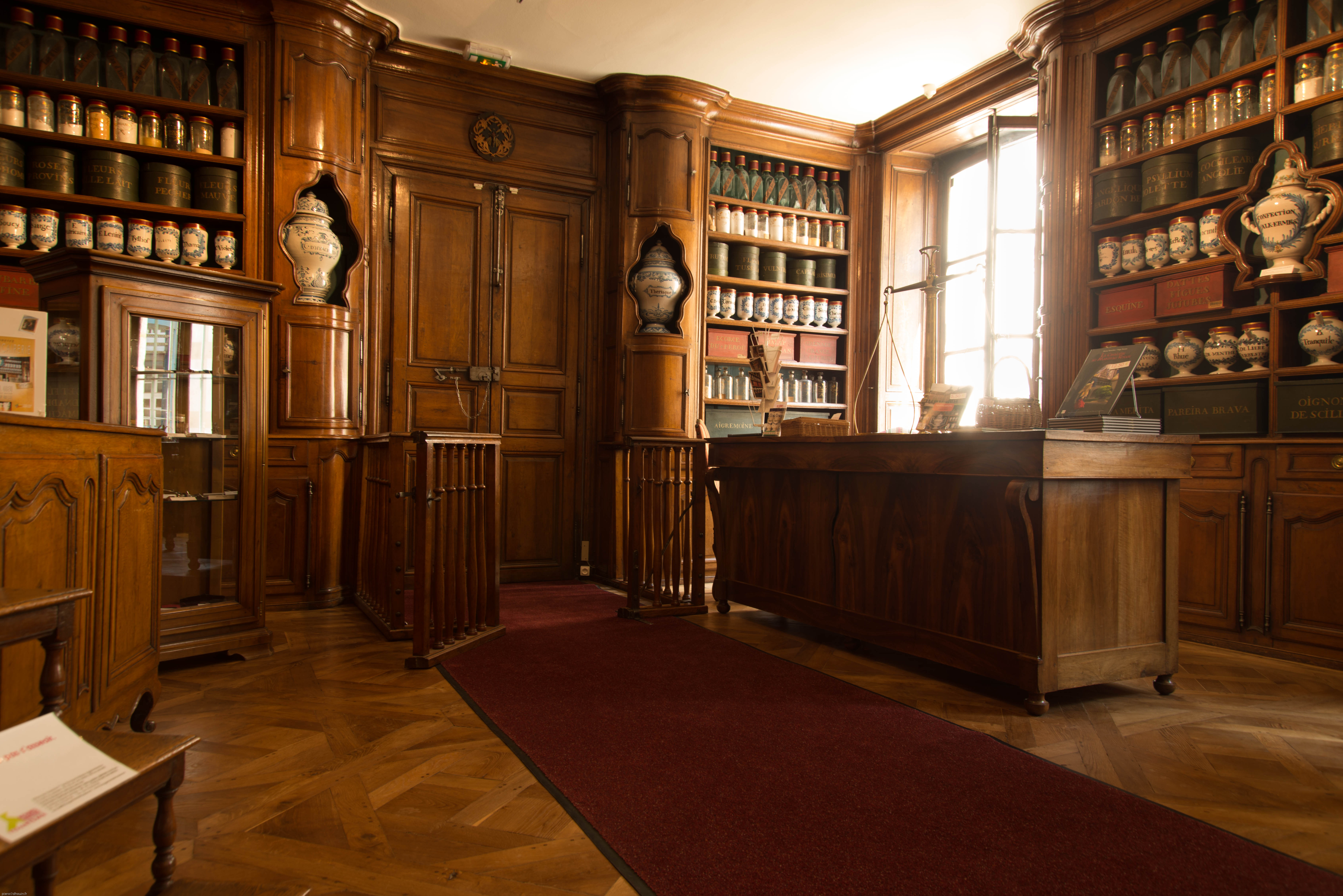
Officine
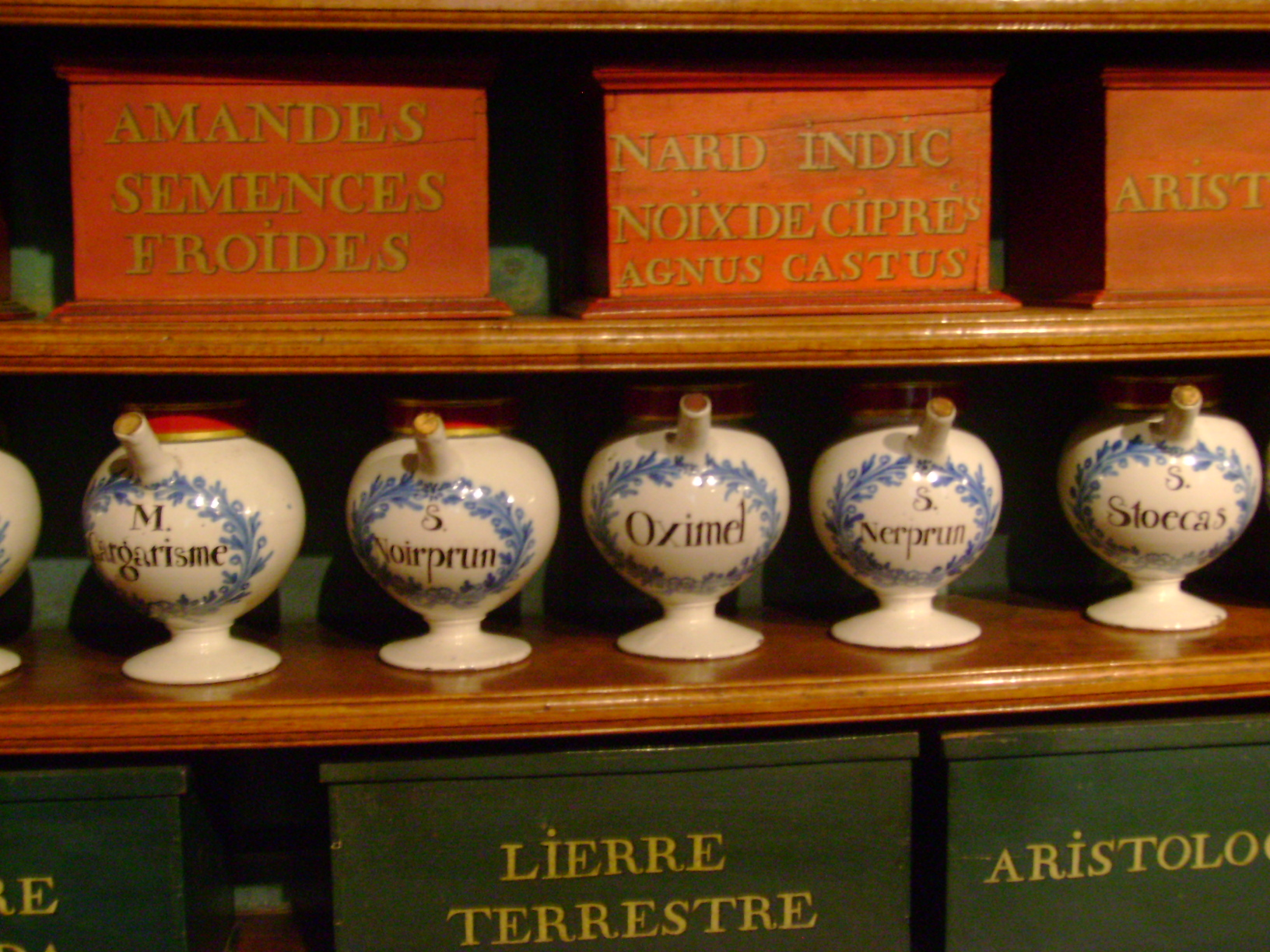
Pots en faïence
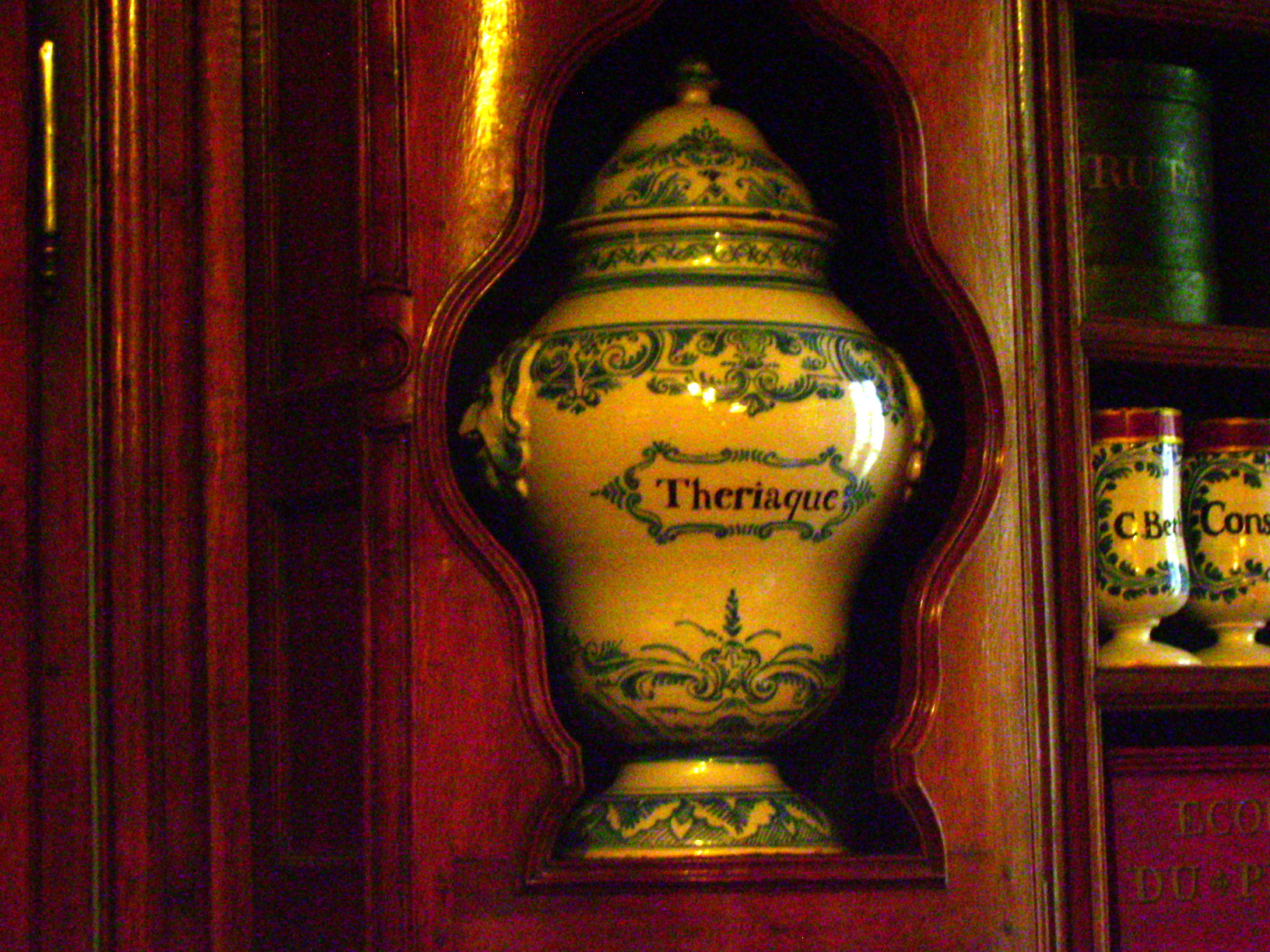
Pot en faïence